# Tontitown
La ville de Tontitown est située dans le comté de Washington, dans l’État de l’Arkansas, aux États-Unis. Sa population s’élevait à 2 460 habitants lors du recensement de 2010, estimée à 3 715 habitants en 2017.

## Démographie
| 1910 | 1920 | 1930 | 1940 | 1950 | 1960 |
| ---- | ---- | ---- | ---- | ---- | ---- |
| 222  | 235  | 188  | 189  | 203  | 209  |

| 1970 | 1980 | 1990 | 2000  | 2010  | - |
| ---- | ---- | ---- | ----- | ----- | - |
| 426  | 615  | 460  | 2 064 | 2 460 | - |

## Source
- (en) Cet article est partiellement ou en totalité issu de l’article de Wikipédia en anglais intitulé « Tontitown, Arkansas » (voir la liste des auteurs).